# 8. lipnja
8. lipnja (8. 6.) 159. je dan godine po gregorijanskom kalendaru (160. u prijestupnoj godini).
Do kraja godine ima još 206 dana.

## Događaji
- 1624. – potres pogodio Peru
- 1649. – početak epidemije kuge u Šibeniku
- 1884. – Na prijedlog Mihovila Pavlinovića Dalmatinski sabor donio odluku da se sa strankama razgovara na hrvatskom jeziku i da nikog se ne smije primiti u državnu službu ako uz talijanski jezik ne dokaže i poznavanje hrvatskoga jezika.[1]
- 1902. – Juraj Biankini u Dalmatinskom saboru zahtijevao da se prihvati zakon po kojemu bi privatne dječje vrtiće i pučke škole smjela pohađati samo djeca kojoj je materinji jezik onaj koji se u tim privatnim školama uči i podučava; cilj zakona bio je spriječiti da talijanska Lega Nazionale uz pomoć iredentističkog društva Dante Alighieri širi mrežu vrtića i škola. Austrijske vlasti protivile su se primjeni ovog zakona, u duhu suradnje s autonomašima.[1]
- 1919. – U Zagrebu se održao skup svih masonskih loža u Kraljevini Jugoslaviji s ciljem formiranja Velike lože Srba, Hrvata i Slovenaca "Jugoslavija"
- 1949. – George Orwell objavljuje roman "1984."
- 1956. – U Argentini je osnovan Hrvatski oslobodilački pokret.
- 1966. – Tornado je uništio mjesto Topeka u Kansasu. 16 ljudi je poginulo, na stotine ranjeno
- 1968. – Uhićen je James Earl Ray, optužen za ubojstvo Martina Luthera Kinga mlađeg
- 1986. – Nakon što je bio glavni tajnik Ujedinjenih naroda, Kurt Waldheim izabran je za predsjednika Austrije.
- 1987. – Novi Zeland prvi u svijetu zabranio nuklearne aktivnosti
- 1993. – Bitka za Veli vrh na Svilaji: pobunjenički srpski diverzanti napali položaj hrvatskih branitelja. Hrvatske snage izvojevale su pobjedu.
- 1993. – Pripadnici Armije BiH izvršili pokolj u selu Maljinama kod Travnika, pri čemu je ubijeno 37 Hrvata.
- 1997. – Vlakom mira Hrvatska se simbolično ponovno vratila u Vukovar.[2]
- 2024. – Hrvatska nogometna reprezentacija po prvi puta u povijesti pobijedila Portugal (2:1).

| - 1625. – Giovanni Domenico Cassini, francuski znanstvenik talijanskog porijekla († 1712.) - 1671. – Tomaso Albinoni, talijanski skladatelj († 1751.) - 1745. – Caspar Wessel, danski matematičar († 1818.) - 1784. – Marie-Antoine Carême, francuski kuhar († 1833.) - 1810. – Robert Schumann, njemački skladatelj († 1856.) - 1837. – Ivan Kramskoj, ruski slikar († 1887.) - 1867. – Frank Lloyd Wright,američki arhitekt i teoretičar arhitekture († 1959.) - 1867. – Gajetan Bulat († 1927.), hrv. političar i prevoditelj - 1885. – Karl Genzken, nacistički fizičar († 1957.) - 1886. – Vera Nikolić Podrinska, hrvatska slikarica († 1972.) - 1903. – Marguerite Yourcenar, belgijska spisateljica († 1988.) - 1908. – Leo Lemešić, hrvatski nogometaš i sportski djelatnik († 1978.) - 1910. – Vladimir Kragić, hrvatski nogometaš - 1911. – Edmundo Rivero, argentinski pjevač († 1986.) - 1921. – Alexis Smith, kanadska glumica († 1993.) - 1928. – Grozdan Knežević, hrvatski arhitekt († 2008.) - 1930. – Robert Aumann, njemačko-židovski matematičar - 1943. – Colin Baker, britanski glumac - 1951. – Bonnie Tyler, velška pjevačica - 1953. – Ivo Sanader, hrvatski premijer i političar - 1955. – Tim Berners-Lee, izumitelj World Wide Weba - 1961. – Alka Vuica, hrvatska pjevačica - 1973. – Lucija Šerbedžija, hrvatska glumica - 1976. – Boris Trupčević, hrvatski novinar - 1977. – Kanye West, američki reper, pjevač, tekstopisac, glazbeni producent, redatelj spotova, filmski redatelj i modni dizajner - 1978. – Adriana Silva, kolumbijska glumica - 1983. – Kim Clijsters, belgijska tenisačica - 1983. – Nadja Petrova, ruska tenisačica - 1987. – Matea Ferk, hrvatska skijašica | - 632. – Muhamed, utemeljitelj Islama - 1042. – Hartaknut, engleski i danski kralj (* o 1018.) - 1290. – Beatrice Portinari, Danteova mladenačka ljubav (* 1266.) - 1376. – Edvard Crni Kraljević, engleski kraljević (* 1330.) - 1492. – Elizabeta Woodville, engleska kraljica (* 1437.) - 1695. – Christiaan Huygens, nizozemski astronom, matematičar i teorijski fizičar (* 1629.) - 1795. – Luj XVII., kralj Francuske (* 1785.) - 1809. – Thomas Paine, američko-engleski književnik (* 1737.) - 1845. – Andrew Jackson, američki predsjednik (* 1767.) - 1876. – George Sand, francuska književnica (* 1804.) - 1914. – Tadija Smičiklas, hrvatski povjesničar i političar (* 1843.) - 1959. – Leslie Johnson, britanski automobilist (* 1912.) - 1970. – Abraham Maslow, američki psiholog (* 1908.) - 1998. – Sani Abacha, nigerijski diktator (* 1943.) - 1998. – Maria Reiche, njemačka matematičarka i arheologinja (* 1903.) - 2008. – Šaban Bajramović, romski gazbenik (* 1936.) - 2009. – Omar Bongo, gabonski političar (* 1935.) - 2018. – Anthony Bourdain, američki kuhar (* 1956.) |

## Blagdani i spomendani
- Dan grada Ivanić-Grada